# Miocitta galbreathi
Miocitta galbreathi — викопний вид горобцеподібних птахів родини воронових (Corvidae), що існував у пізньому міоцені в Північній Америці. Описаний з решток кінцівок, що знайдені у формації Павні-Крік у штаті Колорадо (США).